# Merbes-le-Château
Merbes-le-Château (en való Miebe) és un municipi belga de la província d'Hainaut a la regió valona. Està compost per les seccions de Merbes-le-Château, Fontaine-Valmont, Labuissière i Merbes-Sainte-Marie.

## Història
Durant l'edat mitjana i fins a la revolució francesa, pertanyia al comtat d'Hainaut, tret del nucli de Fontaine-Valmont que va ser una propietat de l'Abadia d'Aulne, un territori liegès.